# Нерезине
44°39′ пн. ш. 14°23′ сх. д. / 44.65° пн. ш. 14.39° сх. д.
Нерезине (хорв. Nerezine) — населений пункт у Хорватії, у Приморсько-Горанській жупанії у складі міста Малий Лошинь.

## Населення
Населення за даними перепису 2011 року становило 353 осіб.
Динаміка чисельності населення поселення:

## Клімат
Середня річна температура становить 14,96 °C, середня максимальна – 27,05 °C, а середня мінімальна – 3,10 °C. Середня річна кількість опадів – 942 мм.
| Клімат поселення                              | Клімат поселення | Клімат поселення | Клімат поселення | Клімат поселення | Клімат поселення | Клімат поселення | Клімат поселення | Клімат поселення | Клімат поселення | Клімат поселення | Клімат поселення | Клімат поселення | Клімат поселення |
| Показник                                      | Січ.             | Лют.             | Бер.             | Квіт.            | Трав.            | Черв.            | Лип.             | Серп.            | Вер.             | Жовт.            | Лист.            | Груд.            |                  |
| Середній максимум, °C                         | 10,61            | 10,29            | 13,19            | 16,26            | 21,46            | 25,72            | 27,05            | 26,86            | 22,11            | 18,24            | 13,63            | 10,90            |                  |
| Середня температура, °C                       | 7,02             | 6,70             | 9,61             | 12,65            | 17,84            | 22,13            | 24,51            | 24,33            | 19,58            | 15,69            | 11,09            | 8,36             |                  |
| Середній мінімум, °C                          | 3,44             | 3,10             | 6,01             | 9,06             | 14,24            | 18,54            | 21,97            | 21,78            | 17,04            | 13,17            | 8,56             | 5,84             |                  |
| Норма опадів, мм                              | 80               | 66               | 65               | 67               | 62               | 66               | 37               | 62               | 99               | 119              | 123              | 96               |                  |
| Середньомісячна швидкість вітру, м/с          | 3.12             | 3.31             | 3.36             | 3.16             | 2.84             | 2.67             | 2.64             | 2.64             | 2.79             | 3.06             | 3.50             | 3.39             |                  |
| Середньомісячна сонячна радіація, кДж/м²·день | 4679             | 7469             | 11028            | 15801            | 20273            | 22067            | 23581            | 20339            | 14828            | 9514             | 5107             | 3953             |                  |
| --------------------------------------------- | ---------------- | ---------------- | ---------------- | ---------------- | ---------------- | ---------------- | ---------------- | ---------------- | ---------------- | ---------------- | ---------------- | ---------------- | ---------------- |
| Джерело:                                      |                  |                  |                  |                  |                  |                  |                  |                  |                  |                  |                  |                  |                  |